# Wilmar de Visser
Wilmar de Visser (1972) is een Nederlands contrabassist.

## Opleiding
De Visser studeerde contrabas aan het Utrechts Conservatorium bij Peter Stotijn. Hij studeerde af in 1997 met de hoogste lof en onderscheiding. Daarna studeerde hij verder bij Peter Puhn aan de Hochschule fur Musik und Theater in Hannover. Toen hij studeerde maakte De Visser deel uit van het European Union Youth Orchestra en Nieuw Sinfonietta Amsterdam.

## Activiteiten
Samen met Sonja van Beek is De Visser oprichter en artistiek leider van EnsembleCaméléon, met als doel het spelen van kamermuziekwerken met een wat grotere bezetting. De Visser is oprichter van muziekpodium Splendor. Hij is verder bassist in het Radio Filharmonisch Orkest en het Nederlands Blazers Ensemble. De Visser werkte samen met onder anderen Menahem Pressler, Iva Bittova, Marco Beasley, Esma Redzepova, Janine Jansen en DJ Laid Back Luke. Hij was gast op het Euriade Festival, het Amadeo Festival, het Orlando Festival en het Delft Chamber Music Festival.
De Visser soleerde onder andere in de Nederlandse première van de Rhapsodia Elegiaca van Virgilio Mortari en het weinig gespeelde contrabasconcert van Eduardo Tubin. Vanaf 2002 houdt hij zich ook bezig met de silent bass. Een aantal componisten, waaronder David Dramm, John Psathas en Claudia Rumondor, schreven muziek voor hem en deze elektronische contrabas.

## Instrument
De Visser speelt op een bas gebouwd  in 1825 door de Engelse vioolbouwer Bernard Simon Fendt.